# Landkreis Hohenstein-Ernstthal
Der Landkreis Hohenstein-Ernstthal war ein Landkreis im Freistaat Sachsen. Sein Gebiet liegt heute im Landkreis Zwickau in Sachsen. Der Sitz der Kreisverwaltung befand sich in Hohenstein-Ernstthal.

## Geographie

### Lage
Der Landkreis Hohenstein-Ernstthal lag zwischen Chemnitz und Zwickau.

### Nachbarkreise
Der Landkreis Hohenstein-Ernstthal grenzte im Uhrzeigersinn im Nordwesten beginnend an die Landkreise Glauchau, Chemnitz, Stollberg, Zwickauer Land, Werdau und Schmölln.

## Geschichte
Am 17. Mai 1990 wurde der Kreis Hohenstein-Ernstthal in Landkreis Hohenstein-Ernstthal umbenannt.
Bis zu seiner Auflösung im August 1994 erfuhr der Kreis nur wenige Gemeindegebietsänderungen:
- 1. Januar 1994 Zusammenschluss von Falken, Langenberg und Langenchursdorf zu Chursbachtal
- 1. Januar 1994 Eingemeindung von Hermsdorf in  Bernsdorf
- 1. Januar 1994 Eingemeindung von Rödlitz in die Stadt Lichtenstein
- 1. März 1994	Eingemeindung von Reichenbach in Callenberg

Im Zuge der ersten sächsischen Kreisreform wurde der Landkreis Hohenstein-Ernstthal am 1. August 1994 mit dem Landkreis Glauchau und Teilen des Landkreises Chemnitz zum Landkreis Chemnitzer Land vereinigt.

## Verkehr
Über die BAB 4 war der Landkreis an das Autobahnnetz angeschlossen. Dem überregionalen Straßenverkehr dienten außerdem die B 173 von Zwickau über Hohenstein-Ernstthal nach Chemnitz und die B 180 von Altenburg über Hohenstein-Ernstthal nach Stollberg.
Das Kreisgebiet wurde von den Eisenbahnstrecken Zwickau–Hohenstein-Ernstthal–Dresden, St. Egidien–Stollberg und Wüstenbrand–Neuoelsnitz erschlossen, zudem verkehrte bis 1960 die Straßenbahn Hohenstein-Ernstthal–Oelsnitz durch das Kreisgebiet.

## Bevölkerungsdaten
Bevölkerungsübersicht aller 17 Gemeinden des Landkreises, die 1990 in das Sachsen kamen.
| AGS      | Gemeinde                       | Einwohner  | Einwohner  | Fläche (ha) |
| AGS      | Gemeinde                       | 03.10.1990 | 31.12.1990 | 31.12.1990  |
| 14033010 | Bernsdorf                      | 1.660      | 1.656      | 1.121       |
| 14033020 | Callenberg                     | 1.886      | 1.888      | 1.092       |
| 14033030 | Falken                         | 669        | 660        | 430         |
| 14033040 | Gersdorf                       | 4.742      | 4.736      | 970         |
| 14033060 | Heinrichsort                   | 1.180      | 1.183      | 72          |
| 14033070 | Hermsdorf                      | 814        | 809        | 386         |
| 14033080 | Hohenstein-Ernstthal, Stadt    | 16.263     | 16.210     | 814         |
| 14033090 | Kuhschnappel                   | 532        | 523        | 1.143       |
| 14033100 | Langenberg                     | 924        | 919        | 833         |
| 14033110 | Langenchursdorf                | 1.371      | 1.363      | 1.290       |
| 14033120 | Lichtenstein/Sa., Stadt        | 12.166     | 12.165     | 1.067       |
| 14033130 | Lobsdorf                       | 338        | 336        | 368         |
| 14033150 | Oberlungwitz, Stadt            | 7.882      | 7.800      | 1.501       |
| 14033160 | Reichenbach                    | 651        | 654        | 334         |
| 14033170 | Rödlitz                        | 1.811      | 1.815      | 403         |
| 14033180 | St. Egidien                    | 2.693      | 2.683      | 1.159       |
| 14033190 | Wüstenbrand                    | 2.385      | 2.380      | 447         |
| 14033000 | Landkreis Hohenstein-Ernstthal | 57.967     | 57.780     | 13.429      |

## Kfz-Kennzeichen
Zum 1. Januar 1991 erhielt der Landkreis das Unterscheidungszeichen HOT. Es war bis zum 31. Juli 1994 gültig und wird seit dem 9. November 2012 aufgrund der Kennzeichenliberalisierung wieder im Landkreis Zwickau ausgegeben.